# SMS Undine (1902)
Pour les autres navires du même nom, voir SMS Undine.
Le SMS Undine est un croiseur léger de la classe Gazelle construit pour la Kaiserliche Marine.
Conçu en 1895, sa quille est posée en 1901 au chantier naval Howaldtswerke de Kiel. Il est lancé le 12 décembre 1902 et mis en service dans la Hochseeflotte le 5 janvier 1904.

## Historique

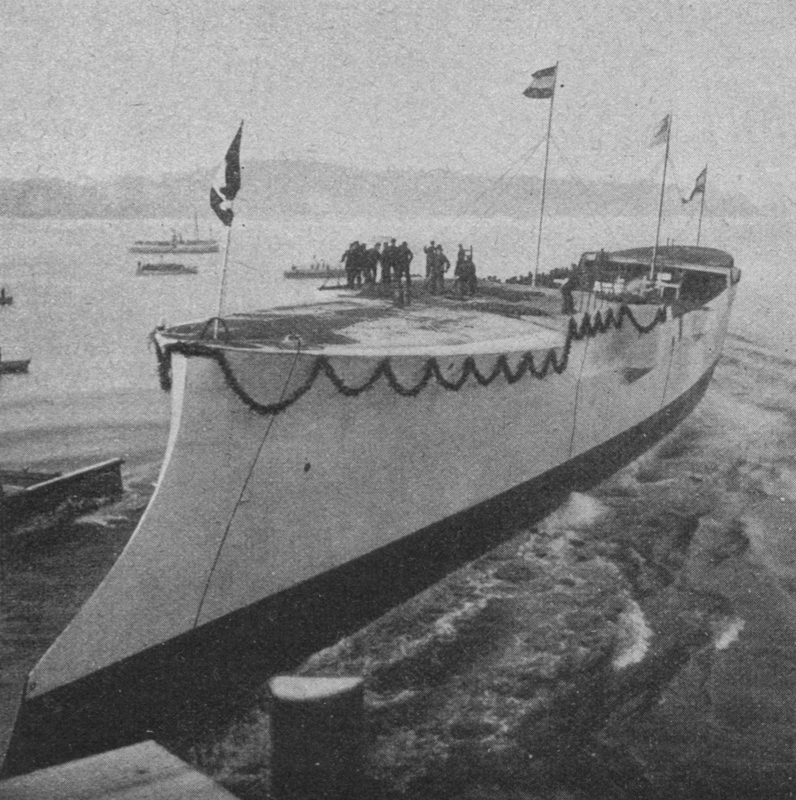
LUndine à son lancement.

Après sa mise en service, l'Undine a été affecté à l'escadron d'entraînement en tant que navire d'entraînement d'artillerie. Dans la nuit du 17 novembre 1904, il entre en collision avec le torpilleur S26 pendant des manœuvres aux abords de Kiel. 
Après le déclenchement de la Première Guerre mondiale en août 1914, l'Undine est utilisé comme navire de défense côtière dans la Baltique. Le 7 novembre 1915, l'Undine naviguait au nord du cap Arkona avec deux destroyers lorsqu'il est attaqué par le sous-marin britannique E19, sous le commandement du lieutenant commander Francis Cromie. Deux torpilles sont tirées à une distance de 1 000 mètres, touchant au but leur cible,. Le croiseur coule rapidement à 13 h 08. Quatorze hommes sont tués dans l'attaque, la majorité sont sauvés par les destroyers d'escorte. La perte du navire se produit deux semaines après le naufrage du croiseur cuirassé Prinz Adalbert. Ces deux pertes sont suffisamment importantes pour obliger la marine allemande à limiter les mouvements de la flotte dans la Baltique pour le reste de l'année. 